# Engelepogon naxia
Engelepogon naxia là một loài ruồi trong họ Asilidae. Engelepogon naxia được Macquart miêu tả năm 1838.